# Mbulungu
Mbulungu är en ort i Kongo-Kinshasa. Den ligger i provinsen Kasaï Central, i den centrala delen av landet, 800 km öster om huvudstaden Kinshasa.